# Pociąg retro
Pociąg retro – pociąg specjalny złożony przeważnie z historycznych wagonów ciągniętych przez parowóz, zazwyczaj jest on kategorii pociągu osobowego.
Przejazdy organizowane są na ciekawych krajoznawczo trasach dla turystów oraz miłośników kolei przez muzea techniczne lub specjalnie powołane stowarzyszenia. W Polsce regularne kursy organizowane są m.in. ze stacji Wolsztyn, Chabówka, czy na trasie Wrocław – Sobótka. W krajach zachodnich (zwłaszcza w Niemczech i Wielkiej Brytanii) istnieją stałe linie kolejowe obsługiwane wyłącznie przez zabytkowy tabor, w tym coraz częściej także przez zabytkowe już składy spalinowe lub elektryczne.
Wycieczki pociągiem retro mają często charakter ruchomego festynu. Na trasie organizowane są liczne fotostopy – zatrzymania w najciekawszych miejscach trasy, w czasie których miłośnicy fotografii mają okazję fotografować pociąg w ciekawym otoczeniu. W czasie wycieczek pociągiem retro udostępniany jest cały skład.

## Galeria

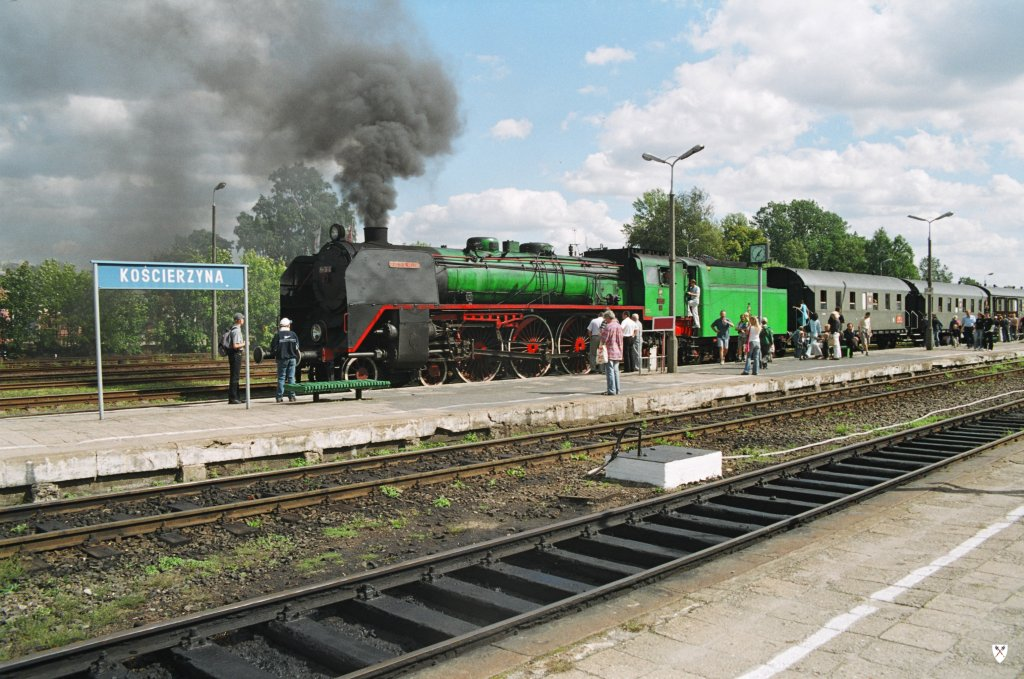
Pm36 (tzw. "Piękna Helena") – pociąg retro relacji Kościerzyna-Gdynia
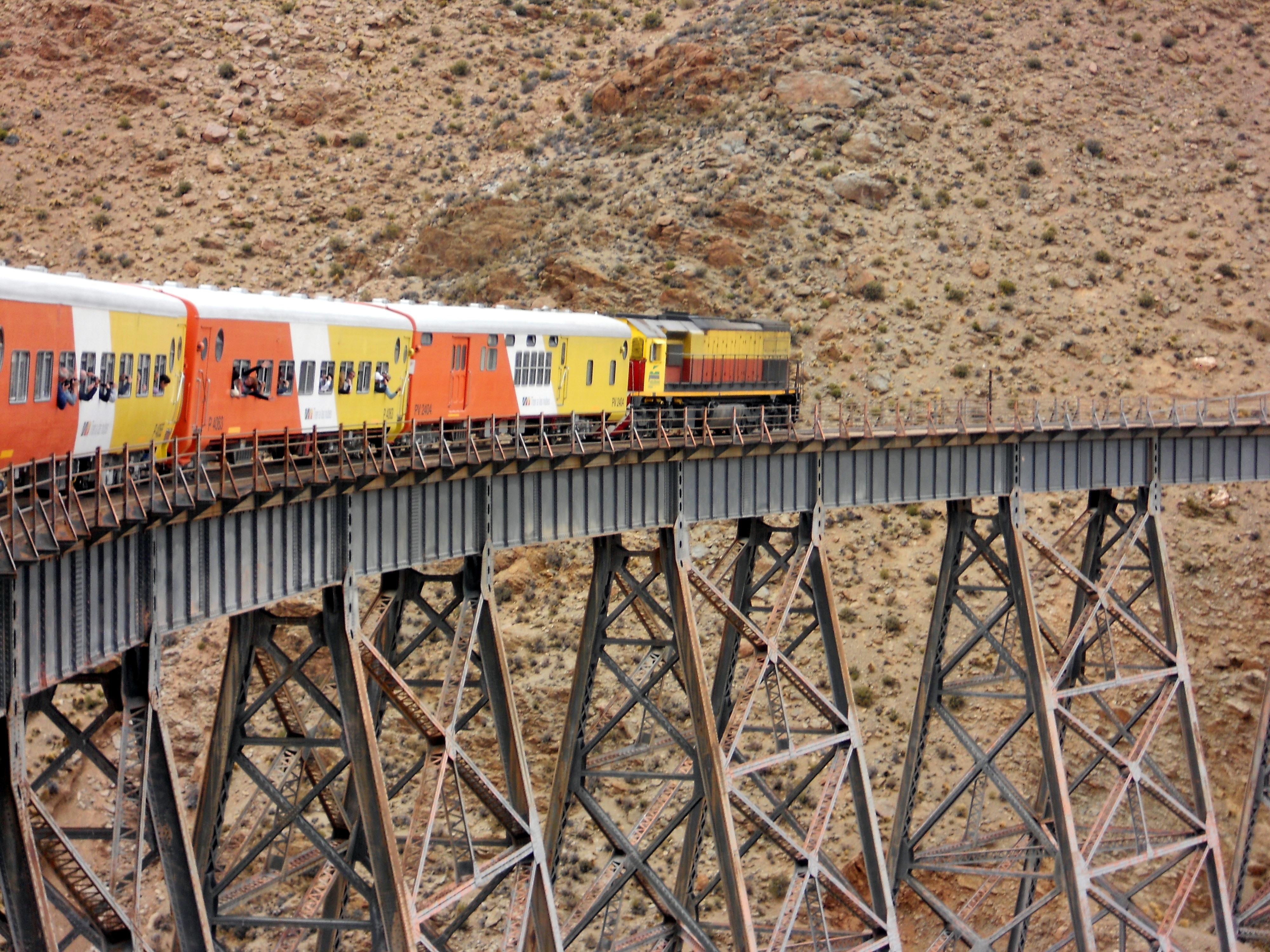
Tren a las Nubes, Argentyna
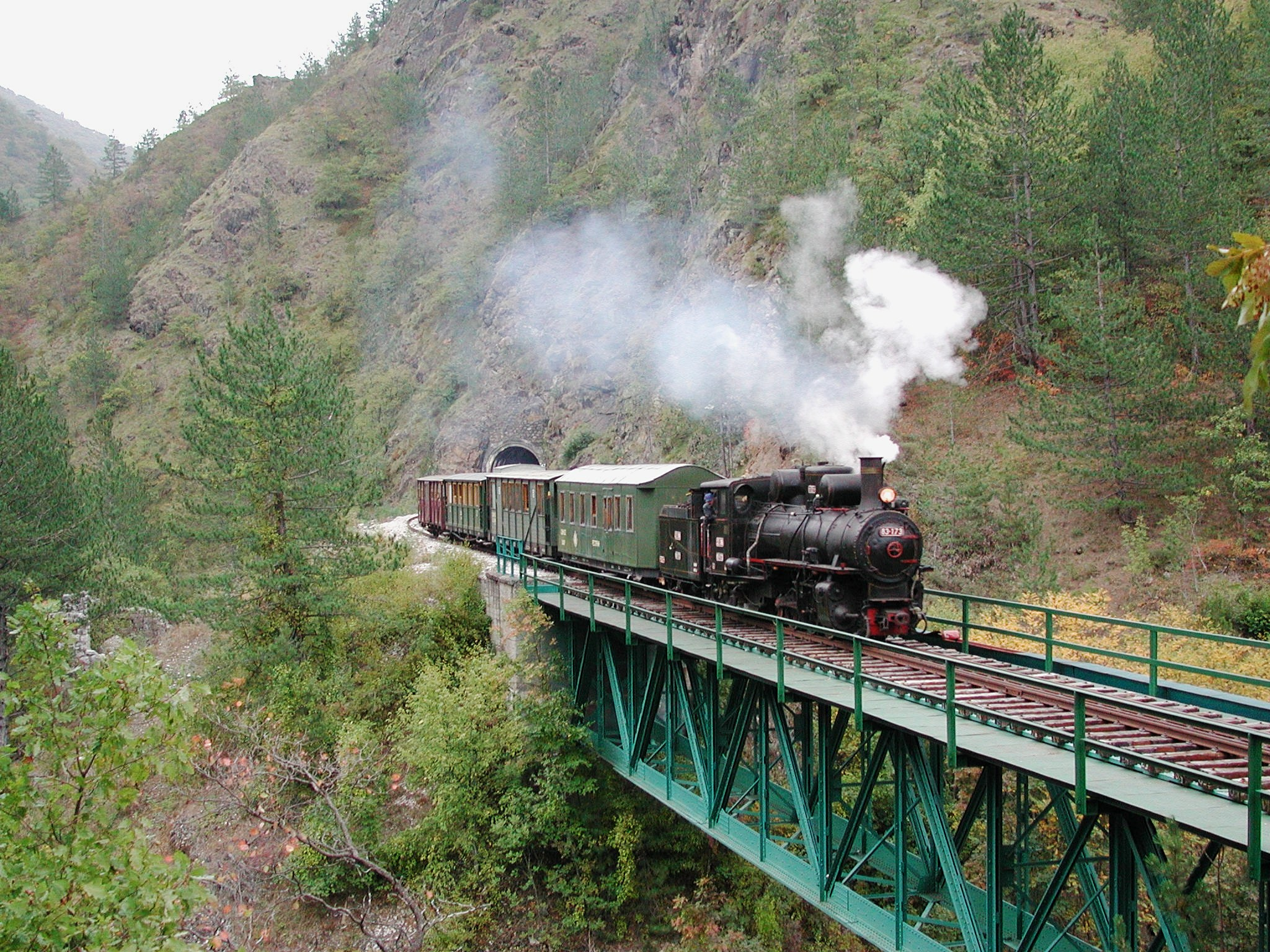
"Ósemka Szargańska" – zabytkowa kolej wąskotorowa w regionie Zlatibor w Serbii
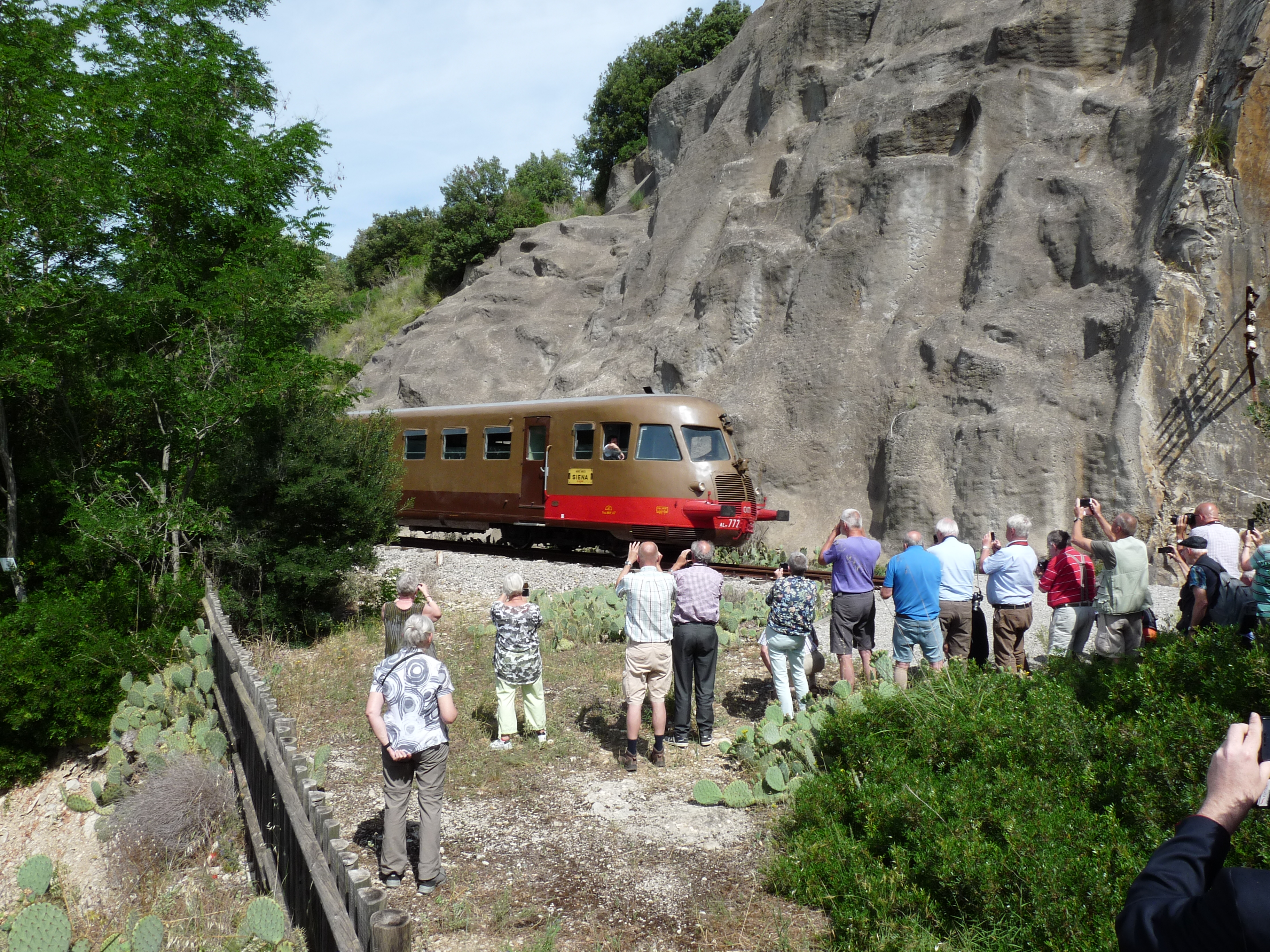
Pociąg retro w trakcie fotostopu